# Visuelle Wahrnehmung

Die menschliche Sehbahn überträgt visuelle Information von den Augen zur Sehrinde des Gehirns

Visuelle Wahrnehmung (von lateinisch videre „sehen“) bezeichnet die Aufnahme und Verarbeitung optischer Reize, bei der über Auge und Gehirn eine Extraktion relevanter Informationen, Erkennung von Elementen und deren Interpretation durch Abgleich mit Erinnerungen stattfindet. Somit geht die visuelle Wahrnehmung weit über das reine Aufnehmen von Information hinaus.
Wahrnehmung ist ein psychischer Prozess. Physiologische Einzelheiten zum visuellen Wahrnehmungsapparat von Menschen und ähnlich sehenden Tieren finden sich unter visuelles System. Der Lichtgang ist unter dioptrischer Apparat beschrieben. Die Physiologie des (menschlichen) Auges ist Gegenstand der physiologischen Optik.

## Geschichte
Im Altertum existierten unterschiedliche Theorien über die visuelle Wahrnehmung:
Die Wahrnehmungstheorie von Euklid (365–300 v. Chr.) setzte sich mit Problemen der Raumwahrnehmung (z. B. Perspektive und Größenkonstanz) auseinander. Die Sehlinien gehen nach dieser Theorie vom Auge aus und bestimmen die Wahrnehmung. Diese Theorie des „Sehstrahls“ scheint im Lichte physikalischer Betrachtungen ziemlich absurd zu sein, erhält aber durch die modernen Erkenntnisse der Blickbewegungsanalysen eine Art späte Rehabilitation (siehe Fovea centralis).
Die Wahrnehmungstheorie von Empedokles (492–432 v. Chr.) besagte scheinbar das Gegenteil. Die von den Poren (gemäß der von der Atomistik aufgenommenen Porenlehre des Empedokles) der Dinge ausgehenden Einflüsse, eine Art von Strahlungen, die durch das Licht beeinflusst werden, dringen in die Sinnesorgane ein und werden wahrgenommen, wenn sie dort eine Entsprechung finden (Gleiches wird durch Gleiches erkannt). Auch diese Theorie, die sich mit dem Erkennen von Dingen der Außenwelt befasst, ist in ihrem Ansatz moderner, als es scheint. Sie bezieht sich aus heutiger Sicht auf die periphere Wahrnehmung, die ja auch auf den Betrachter einwirkt, selbst wenn dieser gar nicht hinschaut.

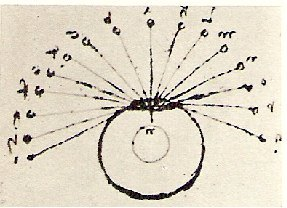
Leonardo da Vinci: „Das Auge hat eine einzige Zentrallinie, und alle Dinge, die durch diese Linie zum Auge gelangen, werden gut gesehen.“

Alhazen oder Ibn al-Haytham, der „Vater der Optik“ (965–1040), bewies als Erster, dass die visuelle Wahrnehmung mit dem Licht zusammenhängt, das ins Auge fällt. Er stellte als Erster die Hypothese auf, dass die Sehwahrnehmung im Gehirn und nicht im Auge stattfindet.
Durch Versuche wies er nach, dass die Wahrnehmung durch die persönliche Erfahrung eines Menschen beeinflusst wird. Al-Haytham führte Experimente über menschliche Wahrnehmung durch und ergänzte die Arbeiten des Ptolemäus über stereoskopisches Sehen.
Leonardo da Vinci (1452–1519) erkannte als Erster die optische Besonderheit des menschlichen Auges. Er schrieb: „Das Auge hat eine einzige Zentrallinie, und alle Dinge, welche durch diese Linie zum Auge gelangen, werden gut gesehen. Um diese Linie gibt es eine unendlich große Anzahl anderer Linien, die mit der Zentrallinie in Berührung kommen und die umso wirkungsloser sind, je weiter sie von besagter Zentrallinie entfernt sind.“
Zu dieser Ansicht gelangte Leonardo durch Beobachtungen und mit Hilfe von optischen Experimenten. „Das Auge, von welchem uns die Erfahrung so deutlich die Funktion offenbart, wurde von einer unendlich großen Anzahl von Autoren in einer bestimmten Weise beschrieben; ich aber finde, dass es ganz anders ist.“ Damit ist er der Entdecker des Unterschieds zwischen fovealem und peripherem Sehen.
Hermann von Helmholtz wird oft als Vater der modernen visuellen Wahrnehmungstheorie betrachtet. Er verglich das Auge mit optischen Geräten und fand seine Konstruktionsmerkmale sehr primitiv. Theoretisch konnte das Auge gar keine brauchbaren Sehresultate liefern. Er schloss daraus, dass die Wahrnehmung nur durch „unbewusste Schlüsse“ zustande kommen könne, die durch bereits vorhandene Wahrnehmungserfahrungen ermöglicht werden.
Solche Wahrnehmungserfahrungen sind z. B.:
- Licht kommt gewöhnlich von oben (Licht-von-oben-Vorannahme)
- Gegenstände werden nicht von unten gesehen, da die allgemeine Blickrichtung horizontal erfolgt
- Gesichter werden in aufrechter Position erkannt[9]
- Es gibt keine gleichen doppelten Schattenwürfe bei Beleuchtung mit einer Lichtquelle (Sonne!)
- In freier Natur ist die hellste Lichtquelle stets die Sonne. Alle lichtabhängigen Wahrnehmungserfahrungen beruhen auf der Wirkung der Sonne als Lichtquelle und durch ihre Position im Raum. Die Sonne ist die Lichtquelle, die Lebewesen auf der Erde ihr ganzes Leben begleitet. Es gibt nur einen Lichtreflex auf einem Augapfel, der bei natürlicher Beleuchtung stets rund ist (wg. einer Sonne, die zudem rund ist)

Anmerkung:
Wahrnehmungserfahrungen spielen in der Fotografie (und ebenso bei Filmaufzeichnungen) eine wichtige Rolle: Folgt eine Beleuchtung oder Darstellung nicht allgemeinen Wahrnehmungserfahrungen, wird das Bild als „unnatürlich“ oder „falsch“ bezeichnet (unbeschadet des Vorgehens zur Erreichung besonderer Effekte).
Das Studium der optischen Täuschungen hat gezeigt, welche unbewussten Schlüsse im Wahrnehmungsvorgang enthalten sein können.
Eine andere Art unbewusster Schlüsse basiert auf der Wahrscheinlichkeitsempfindung, welche durch die Häufigkeit bereits gemachter ähnlicher Wahrnehmung bestimmt wird.

## Wahrnehmungsprozess

### Reizaufnahme

Aufbau des Auges

Durch den dioptrischen Apparat des Auges wird auf der Netzhaut ein seitenverkehrtes und auf dem Kopf stehendes Bild erzeugt. Die Lichtreize werden von den Sinneszellen der Retina, den Stäbchen (Helligkeit) und Zapfen (Farbsehen), registriert. Das Verhältnis der Zelltypen unterscheidet sich je nach Ort auf der Netzhaut; in der Fovea befinden sich ausschließlich Zapfen. Zapfen und Stäbchen bilden bei Lichteinfall ein Membranpotential, das über bipolare Zellen an Ganglienzellen weitergeleitet wird.
Da die Stimulusintensität die optische Reaktionsgeschwindigkeit auch bei Auswahlreaktionen beschleunigt, ist sowohl im Labor als auch im Kino unter Verwendung von Fußballfilmen getestet worden, ob und inwieweit ein starker optischer Stimulus (grelle Trikotfarbe deutlich verschieden vom Hintergrund) die Reaktionsgeschwindigkeit auch im Sportspiel begünstigt. Die bisherigen Tests machen deutlich, dass es vor allem die glitzernden Trikots sind (z. B. in Gold), die die Reaktionszeit beschleunigen. Dunkle Trikots verlangsamen hingegen die Reaktionszeiten im Sportspiel. Noch schlechter (langsamer) ist die Reizaufnahme, wenn der Hintergrund und der Reiz zu ähnlich sind, z. B. grüne Trikots bei Rasen als Hintergrund.

Isomerisierung des 11-cis-Retinals

Das Wahrnehmen eines Lichtreizes erfolgt durch die Isomerisierung des 11-cis-Retinals in seine All-Transform. Wenn das Licht auf eines der Delokalisierten Elektronen des 11-cis-Retinals fällt, wird dieses auf ein höheres Energieniveau gehoben. Die Struktur ändert sich, da sich das 11-cis-Retinal in einer gespannten Struktur befindet. Durch die cis-Bindung, welche einen Knick aufweist, überlappen sich Elektronenwolken, welche sich elektrostatisch abstoßen. Im Normalfall befindet sich eine Doppelbindung an der cis-Stelle, welche die Bindung stabilisiert. Allerdings wird eines der Elektronen auf ein neues Energieniveau gehoben, wodurch es die Doppelbindung nicht mehr begünstigt, weil es nun flexibler beweglich ist. Nun ändert sich die Struktur. Dies löst eine Konformationsänderung des Rhodopsins aus, welche eine Signalkaskade auslöst. Diese Konformationsänderung führt Bildung eines Membranpotenzials.

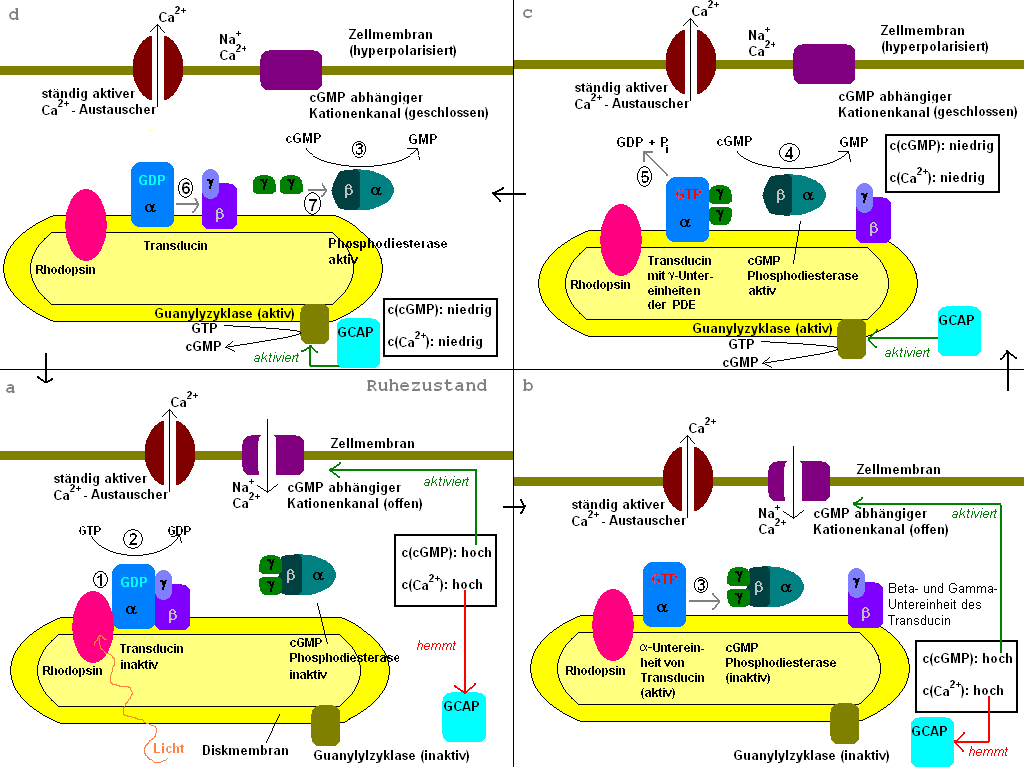
Reaktionskaskade, ausgelöst durch die Isomerisierung von 11-cis-Retinal

Photopsin, welches in den Zapfen enthalten ist, hat eine ähnliche Struktur wie Rhodopsin, allerdings sind dort spezifische Aminosäuren enthalten, die die elektrische Umgebung des 11-cis-Retinals beeinflussen. Sie sind dazu dar, Licht mit bestimmten Wellenlängen zu erkennen und damit Licht in verschiedenen Farben. Sie können die Energieniveaus der Elektronen beeinflussen. Weil das 11-cis-Retinal immer nur Licht absorbieren kann, welches eine Energie, die der Differenz zwischen zwei Energieniveaus der Elektronen entspricht, besitzt, können die Aminosäuren somit beeinflussen, welches Licht absorbiert werden kann. Es gibt jeweils ein Photopsin für jede der drei physikalischen Grundfarben.

### Weiterleitung und Encodierung
Jede Ganglienzelle verarbeitet Informationen aus einem rezeptiven Feld (einem räumlich begrenzten Bereich der Netzhaut). Es gibt zwei Haupttypen von Ganglienzellen, On- und Off-Center-Zellen, welche vor allem bei der Kantendetektion eine wichtige Rolle spielen. On-Center-Zellen sprechen an, wenn Licht in das Zentrum des rezeptiven Feldes fällt, und senken ihre Feuerrate, wenn periphere Bereiche des Feldes stärker belichtet werden. Off-Center-Zellen verhalten sich genau andersherum und feuern verstärkt, wenn Lichtreize in Randbereichen des rezeptiven Feldes aufgenommen werden.
Die Informationen von den Ganglienzellen werden über die Sehbahn zum linken und rechten seitlichen Kniehöcker geleitet.
Der Output der On- und Off-Center-Zellen wird in den seitlichen Kniehöckern so verschaltet, dass Kanten (also Bereiche, in denen ein Helligkeitswechsel stattfindet) oder Balken (Helligkeitswechsel und Rückkehr zur Ausgangsintensität) extrahiert werden. Die aufbereiteten Informationen werden von den seitlichen Kniehöckern auf den visuellen Cortex projiziert. Diese Aufbereitung der Signale umfasst auch eine Steigerung des Kontrastempfindens über Rückkopplungsvorgänge, welche dafür sorgen, dass gleichzeitig zur Kontrastverstärkung die hohe Lichtempfindlichkeit gewahrt bleibt.

## Interpretation

### Raumwahrnehmung
Die Raumwahrnehmung stützt sich auf mehrere Verfahren, um aus dem zweidimensionalen Bild auf der Netzhaut eine Repräsentation der dreidimensionalen Welt zu erstellen. Durch das stereoskope Sehen können Rauminformationen aus den leichten Unterschieden zwischen den vom Augenpaar aufgenommenen Bildern konstruiert werden. Bewegt sich der Betrachter relativ zu Gegenständen im Raum, so bewegen sich die Abbilder auf der Netzhaut umso langsamer, je weiter der Gegenstand vom Betrachter entfernt ist. Daneben kann räumliche Wahrnehmung über den Texturgradienten stattfinden, d. h. über die Veränderungen der Textur je nach räumlichem Abstand.

### Objektextraktion

Gesetz der Ähnlichkeit
Gesetz der Geschlossenheit und Gesetz der Kontinuität
Gesetz der Nähe
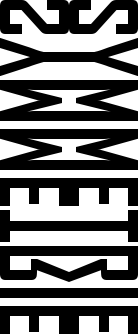
Gesetz der Symmetrie

Bevor Objekte erkannt und interpretiert werden können, muss erst aus den Informationen extrahiert werden, wo sich Objekte befinden und welche der erkannten Linien zu einem Objekt gehören. Diese Gestaltheuristiken (auch Gestaltprinzipien; der historische Begriff Gestaltgesetze sollte allerdings vermieden werden) funktionieren alle nach dem Prinzip, eine möglichst prägnante Lösung zu finden (Gestaltpsychologie):
- Prägnanz: Eine Figur wird so wahrgenommen, dass sie einer möglichst einfachen Struktur entspricht
- Nähe: Bildelemente werden als zusammengehörig empfunden, wenn diese nahe beieinanderliegen
- Ähnlichkeit: Bildteile gleicher Form oder Farbe werden als Ganzes gesehen
- Symmetrie: Symmetrische Strukturen werden dem gleichen Objekt zugeordnet
- Gemeinsame Bewegung (Common fate): Gleiche Bewegungen und gleichzeitiges Erscheinen oder Verschwinden von Bildelementen erzeugt eine Zusammengehörigkeit
- Kontinuität: Bildelemente, die eine Fortsetzung vorangehender oder unterbrochener Elemente zu sein scheinen, werden als zusammengehörig angesehen
- Geschlossenheit: Linien, die eine Fläche umschließen, werden unter sonst gleichen Umständen leichter als eine Einheit aufgefasst als diejenigen, die sich nicht zusammenschließen
- Gemeinsame Region: Elemente in abgegrenzten Gebieten werden als zusammengehörig empfunden
- Verbundene Elemente: Verbundene Elemente werden als ein Objekt wahrgenommen

### Objekterkennung
In der Objekterkennung werden die extrahierten Objekte interpretiert und können mit Erinnerungen abgeglichen werden.

#### Abgleich an Merkmalen
Ein Objekt kann mit einer bestehenden Erinnerung durch eine Merkmalanalyse abgeglichen werden. In diesem Modell wird vorausgesetzt, dass eine Form oder ein Objekt in einem Satz abstrakter Merkmale repräsentiert wird. Der Buchstabe K hat z. B. die Merkmale „langer senkrechter Strich“, „kürzerer Strich mit ca. 30° Neigung“ und „kürzerer Strich mit ca 75° Neigung“. Dieses Modell ist dem eines Schablonenabgleichs dadurch überlegen, dass auch abgeänderte Muster erkannt werden. Beim „K“ können Größe, Lage, Rotation oder Schriftart geändert werden, sodass eine „Schablone“ nicht mehr passen würde. Unter all diesen Transformationen bleiben die Merkmale jedoch gleich.
Zudem entspricht der Merkmalsabgleich der Encodierung durch die Ganglienzellen (Extraktion von Linien).

#### Erkennung komplexer Objekte
Zur Erkennung komplexer Objekte existiert die „Theorie der volumetrischen Erkennung“.
- Das komplexe Objekt wird in einfachere (dreidimensionale) Komponenten gegliedert und jede Komponente einem „Geon“ (von: „Geometrical Icon“) zugeordnet. Geons sind ein Satz einfacher, dreidimensionaler Objekte, aus denen man durch Kombination komplexere Objekte erzeugen kann.
- Sind die Unterobjekte (= Geons) erkannt und deren Anordnung zueinander bestimmt, kann das (Gesamt-)Objekt zugeordnet werden.

Bei der Zuordnung findet das eigentliche Erkennen statt. Das Objekt wird eingeordnet und repräsentiert dann ein Objekt einer Kategorie (wie z. B. Zuordnung als „Hund“ oder „Telefon“).

### Gesichtswahrnehmung
Das Erkennen von Gesichtern zählt zu den wichtigsten sozialen Wahrnehmungsleistungen des Menschen. Gesichter müssen im Gegensatz zu vielen Alltagsobjekten singulär identifiziert werden und sind daher eine besondere Art von Wahrnehmungsschemata. Zur Gesichtserkennung dient aber nicht nur die Einprägung von konkreten Merkmalen (z. B.: Größe der Nase), sondern auch von deren Relationen (z. B.: Augenabstand zu Nasenlänge).
Wie wichtig die Konfiguration von Merkmalen ist, konnten Leder und Bruce (2000) belegen. Probanden sollten sich verschiedene Gesichter einprägen und wurden danach abgeprüft. Dabei wurden ihnen die Bilder sowohl aufrecht als auch auf dem Kopf stehend gezeigt. In dieser umgekehrten Position waren es vor allem die Relationen zwischen den Merkmalen, die es den Probanden ermöglichten, die Gesichter zu erkennen.
Wie bereits aus der Gehirnforschung bekannt ist, ist bei Verletzung oder Schädigung bestimmter Kortexareale die Identifikation von bekannten Gesichtern nicht mehr möglich (Prosopagnosie). Dies legt die Theorie nahe, dass die Wahrnehmung von Gesichtern wohl durch spezialisierte Kortexfelder unterstützt wird.

## Beispiele für Untersuchung der visuellen Wahrnehmung

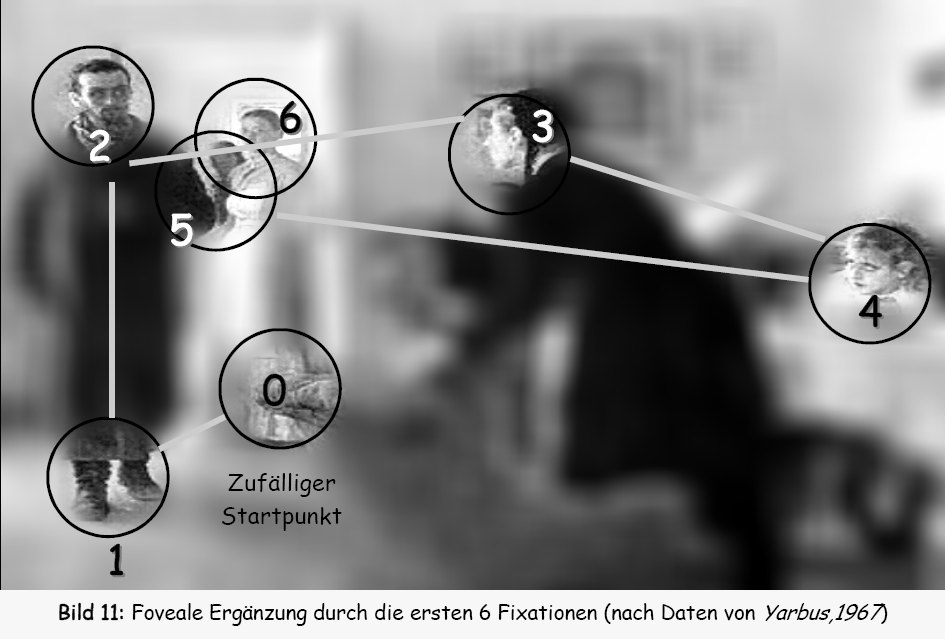
Die ersten zwei Sekunden bei der Betrachtung eines Bildes

In den Jahren nach 1960 wurden vermehrt Blickbewegungen aufgezeichnet und analysiert, z. B. beim Lesen von Texten, bei der Bildbetrachtung und später auch beim Lösen visueller Probleme und beim Autofahren. Das Bild links zeigt, was in den ersten zwei Sekunden der Betrachtung eines Bildes geschehen kann. Der Hintergrund ist durch peripheres Sehen unscharf. Trotzdem kann man erkennen, dass es sich um eine Szene in einem Zimmer mit Personen handelt. Die erste Augenfixation zeigt ein paar Männerschuhe, vielleicht weil diese einen starken Kontrast aufweisen und außerdem sehr nahe bei der Grundposition der Augenfixationen liegen. Alle folgenden Fixationen springen von Gesicht zu Gesicht.
Man kann daraus schließen, dass das menschliche Gesicht im Normalfall die meiste Beachtung erhält, weil es eine Identifikation oder eine Beurteilung einer Person auf Grund biometrischer Ähnlichkeiten ermöglicht und so bereits eine erste Beurteilung einer zwischenmenschlichen Situation gestattet.
Eine wesentliche Tatsache: Die menschliche Wahrnehmung ist heuristisch und nicht linear, d. h., es werden diejenigen Teile eines Bildes betrachtet, die zusätzliche Informationen enthalten, während subjektiv unwichtige oder bereits gut bekannte Bildelemente nicht fixiert werden (zusätzliche Beispiele → Blickbewegungsregistrierung).
Auf rechnerischer Ebene wurde von David Marr in den 1980er Jahren eine Theorie der Verarbeitung der Seheindrücke zur visuellen Wahrnehmung im Gehirn erstellt, die im Bereich der künstlichen Intelligenz ihre Anwendung findet.

## Verwandte Gebiete
- Psychophysik
- Neurowissenschaft
- Kognitive Psychologie
- Optometrie
- Ophthalmologie
- Unaufmerksamkeitsblindheit
- Veränderungsblindheit
- Imagination
- Response Priming